# Tilletia mauritiana
Tilletia mauritiana är en svampart som beskrevs av Vánky 2002. Tilletia mauritiana ingår i släktet Tilletia och familjen Tilletiaceae.   Inga underarter finns listade i Catalogue of Life.